# Римский собор (430)
Римский собор 430 года — поместный собор, созванный папой римским Целестином I в 430 году по вопросу богословского спора между архиепископом Константинополя Несторием и архиепископом Александрии Кириллом.
В августе 430 года собор, созванный в Риме папой Целестином I осудил Нестория, а Кириллу Александрийскому было даровано право довести до сведения осуждённого архиепископа Константинополя волю Римского собора и потребовать от Нестория отказа от его богословских взглядов. Осенью 430 года был созван собор в Александрии, который принял 12 анафематизмов Кирилла Александрийского, направленных против Нестория и его учения. У епископов диоцеза Восток (возглавляемого Иоанном Антиохийским), поддерживавших позицию Нестория, данные анафематизмы вызвали подозрения в аполлинаризме Кирилла. 11 ноября 430 года император Феодосий II и его соправитель Валентиниан издали указ о созыве Вселенского собора, который должен был разрешить спор между Кириллом и Несторием. Местом проведения собора был избран Эфес, а датой его начала 7 июня 431 года (праздник Пятидесятницы).

## Предыстория
В конце 428—начале 429 года архиепископ Константинополя Несторий произнёс проповеди против именования «Богородица». Однако к тому времени термин «Богородица» прочно вошёл в церковное употребление. Часть монашества, недовольная действиями Нестория, разорвала с ним общение и обратилась за покровительством к императрице Пульхерии. В Константинополе противники Нестория распространяли послание, в котором позиция нового архиепископа отождествлялась с осуждённой ересью Павла Самосатского. Также позицию Нестория отверг епископ Кизический Прокл, который в одной из своих проповедей выразил учение о Деве Марии как Богородице. В ответ Несторий выступил с проповедью в которой отметил, что Деву Марию нельзя называть Богородицей «просто» (лат. simpliciter), без оговорок, поскольку к Богу не приложимы свойства человеческой природы, в том числе, плотское рождение.
В конце 428 года архиепископ Александрии Кирилл получил сведения о богословских взглядах Нестория, которые (не называя Нестория по имени) раскритиковал в своём 17-м «Пасхальном послании» и в послании «К монахам Египта». В это же время о проповедях Нестория узнал римский папа Целестин I, который попросил Кирилла выяснить подлинную христологическую позицию Нестория. В июле—августе 429 года Кирилл составил первое письмо к Несторию в котором призвал архиепископа Константинополя назвать Деву Марию Богородицей. Несторий ответил кратким письмом, в котором, не затрагивая спорных вопросов, упрекнул Кирилла, что последний сделал многое «не по братской любви».
В феврале 430 года Кирилл направил константинопольскому архиепископу второе послание с толкованием Никейского Символа веры. В своём послании Кирилл настаивал, что христологическое содержание Символа веры (рождение, крестные страдания, смерть и Воскресение) относятся к Богу Слово, который соединился по ипостаси с плотью, рождённой Марией. На этот раз Несторий подробно ответил александрийскому архиепископу, указав на некорректные, с его точки зрения, богословские воззрения Кирилла. По мнению Нестория, недопустимо относить свойства человеческой природы Христа к Богу Слово, поскольку это противоречит идее о неизменности и бесстрастности Божества, а все христологические предикаты следует относить к Иисусу Христу, а не к Богу Слово. Также Несторий направил несколько посланий римскому папе Целестину, в которых обвинил Кирилла в аполлинаризме и арианстве. В это же время в Константинополь прибыла группа пелагиан, осуждённых на Западе стараниями блаженного Августина. При этом в посланиях папе Несторий испрашивал у Целестина причины осуждения на Западе пелагиан (Целестия, Юлиана и других), искавших защиты в Константинополе, что могло быть воспринято папой как недоверие суду Римской церкви.

## Ход и решения собора
Кирилл Александрийский направил в Рим диакона Посидония, который помимо послания Кирилла также предоставил папе, переведённые на латынь документы: несколько проповедей Нестория, резюме заблуждений Нестория, составленное Кириллом, а также цитаты из святых отцов, изобличающие эти заблуждения. В результате этого на соборе в Риме, состоявшемся не позже 11 августа, в основном, звучала богословская позиция Кирилла Александрийского. В итоге собор осудил богословские взгляды Нестория, а Кириллу Александрийскому было поручено сообщить решение собора архиепископу Константинополя, Иоанну Антиохийскому и Ювеналию Иерусалимскому. В случае, если в течение 10-ти дней Несторий не отречётся от своего учения, он должен был быть отлучён от общения с Церковью.

## Последствия и значение
Осенью 430 года был созван собор в Александрии, который принял 12 анафематизмов Кирилла Александрийского, направленных против Нестория и его учения. У епископов диоцеза Восток (возглавляемого Иоанном Антиохийским), поддерживавших позицию Нестория, данные анафематизмы вызвали подозрения в аполлинаризме Кирилла. Император Феодосий II не принял осуждения Нестория Римским собором. 11 ноября 430 года император Феодосий II и его соправитель Валентиниан издали указ о созыве Вселенского собора, который должен был разрешить спор между Кириллом и Несторием. Местом проведения собора был избран Эфес, а датой его начала 7 июня 431 года (праздник Пятидесятницы).
Католический апологет Александр Волконский рассматривает Римский собор 430 года как яркое свидетельство признания догматического авторитета и юрисдикционного первенства римского епископа во Вселенской Церкви первого тысячелетия: 

«Уже чрез 5 лет (430) со всего православного мира обращаются по делу Нестория к тому же Папе Целестину. Жалобы к Папам продолжаются и в последующие века».